# 费尔南达·鲁索
费尔南达·鲁索（西班牙語：Fernanda Russo，1999年10月2日—）生于科尔多瓦，是一名阿根廷女子射击运动员，主攻步枪。她童年时曾练过游泳、手球和空手道等运动，但都没有突出的表现，十岁时被父亲带到一家射击场后，她便开始专攻射击，2013年年底，她进入国家队，当时她在所有青年组成员当中年龄最小。2018年，她进入布宜诺斯艾利斯理工学院修读生物工程学专业，后来她出于自身运动生涯的考虑，她转学至阿根廷商业大学修读体育管理专业。